# Funivia Schwägalp-Säntis
La funivia Schwägalp-Säntis (LSS), gestita dalla Säntis Bahn AG, è una funivia di montagna della Svizzera orientale che permette di raggiungere la vetta del monte Säntis. 

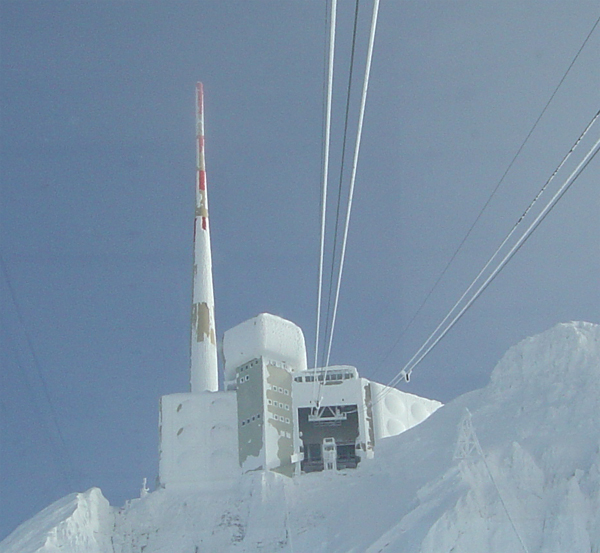
Stazione terminale in vetta al monte Säntis

La prima funivia del Säntis da Schwägalp venne costruita tra 1933 e 1935, dopo che vari progetti per una ferrovia a cremagliera con inizio da Wasserauen erano venuti meno.
Nel 1960 le cabine della funivia furono sostituite da nuove grandi cabine. Tra il 1968 e 1976 la funivia del Säntis venne interamente ricostruita. Nel 2000 sono state acquistate nuove cabine per la funivia.
La funivia ha una lunghezza di 2,307 m; la stazione di origine è a 1350,5 m s.l.m. mentre la stazione a monte si trova a 2472,98 m permettendo così di superare, in 10 minuti, una differenza di quota di 1122,48 m.